# Brochantiet
Het mineraal brochantiet is een koper-sulfaat met de chemische formule Cu4(SO4)(OH)6.

## Eigenschappen
Het doorzichtig tot doorschijnend zwarte, maar typisch groen tot smaragdgroene brochantiet heeft een glas- tot parelglans, een vaalgroene streepkleur en de splijting is perfect volgens het kristalvlak [100]. Brochantiet heeft een gemiddelde dichtheid van 3,97 en de hardheid is 3,5 tot 4. Het kristalstelsel is monoklien en het mineraal is niet radioactief.

## Naamgeving
Het mineraal brochantiet is genoemd naar de Franse mineraloog A.J.M. Brochant de Villiers (1772 - 1840).

## Voorkomen
Brochantiet is een mineraal dat secundair gevormd wordt in aride klimaten en in snel oxiderende koper-sulfide afzettingen. De typelocatie is gelegen in Chuquicamata, Chili. Het wordt ook gevonden in Lidwig, Lyon county, Nevada, Verenigde Staten en in Goulmina, Er Rachidia in Marokko.